# سنة مدارية

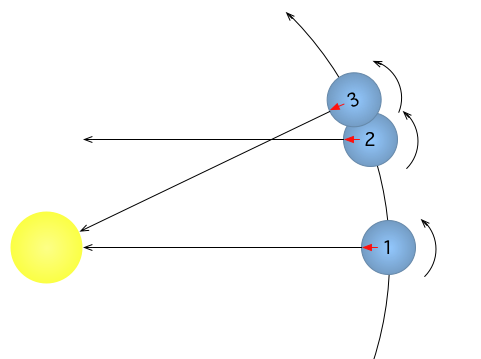

السنة المدارية (تعرف أيضاً بالسنة الشمسية كمصطلح عام)، هي طول الزمن الذي تستغرقه الشمس لتعود إلى نفس الموقع من دورة الفصول كما ترى من الأرض، على سبيل المثال: من الاعتدال الربيعي إلى الاعتدال الربيعي أو من الانقلاب الصيفي إلى النقلاب الصيفي. منذ الأزل، و علماء الفلك يطورون من تعريف السنة المدارية، و حالياً يتم تعريفها بأنها الزمن الذي يحتاجه متوسط خط الطول الاستوائي للشمس (الموقع الطولي على طول المسار الشمسي بالنسبة لموقعه عند الاعتدال الربيعي) ليزيد بـ 360 درجة (ليكمل دورة موسمية واحدة كاملة). و تعتبر هذه السنة هي الأساس الذي يقوم عليه التقويم الميلادي.